# Păstrăveni
Păstrăveni is een Roemeense gemeente in het district Neamț.
Păstrăveni telt 3982 inwoners.